# プロムール
プロムール （Plomeur、ブルトン語:Ploveur）は、フランス、ブルターニュ地域圏、フィニステール県のコミューン。

## 歴史

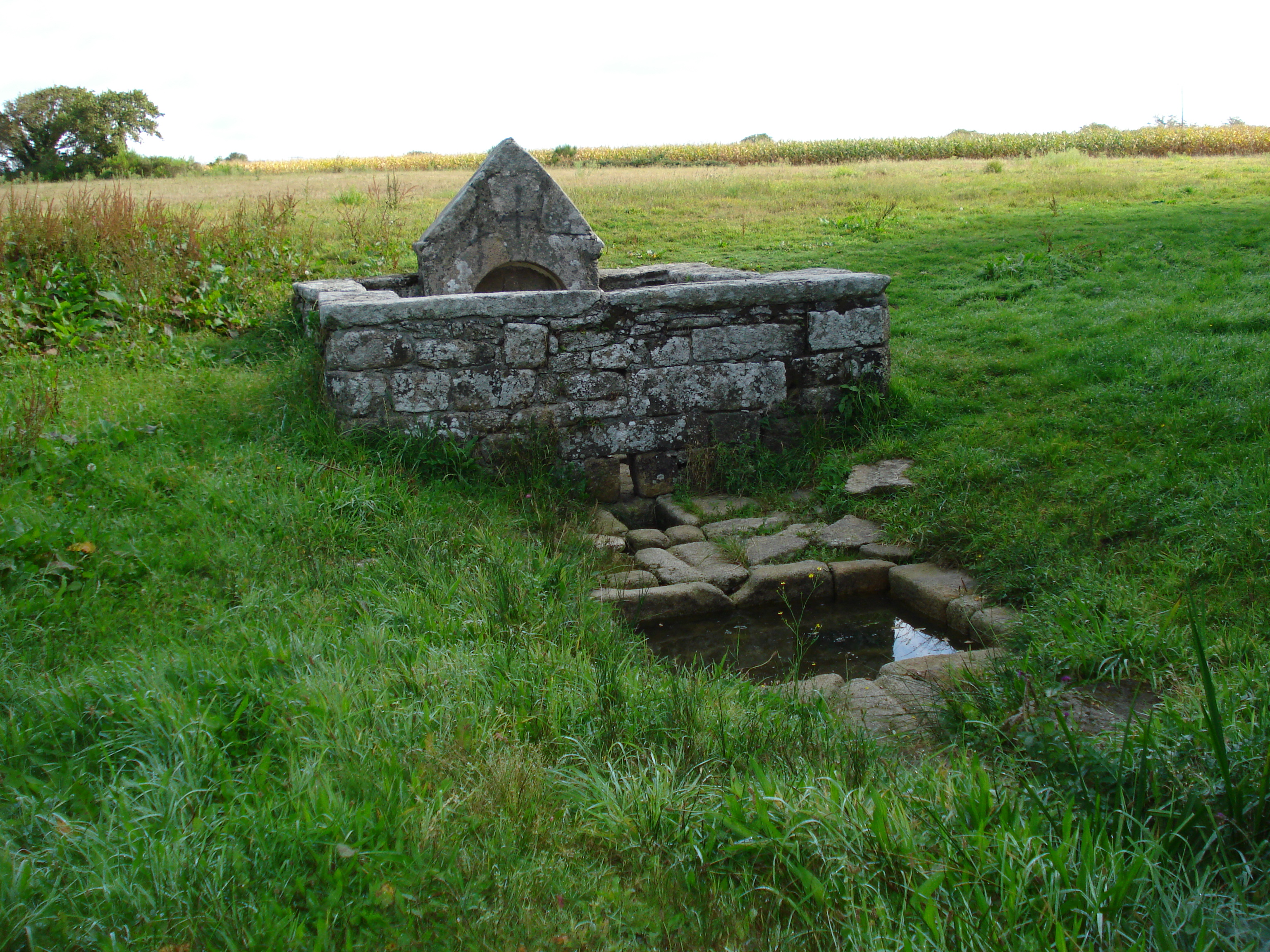
サン・カムの泉

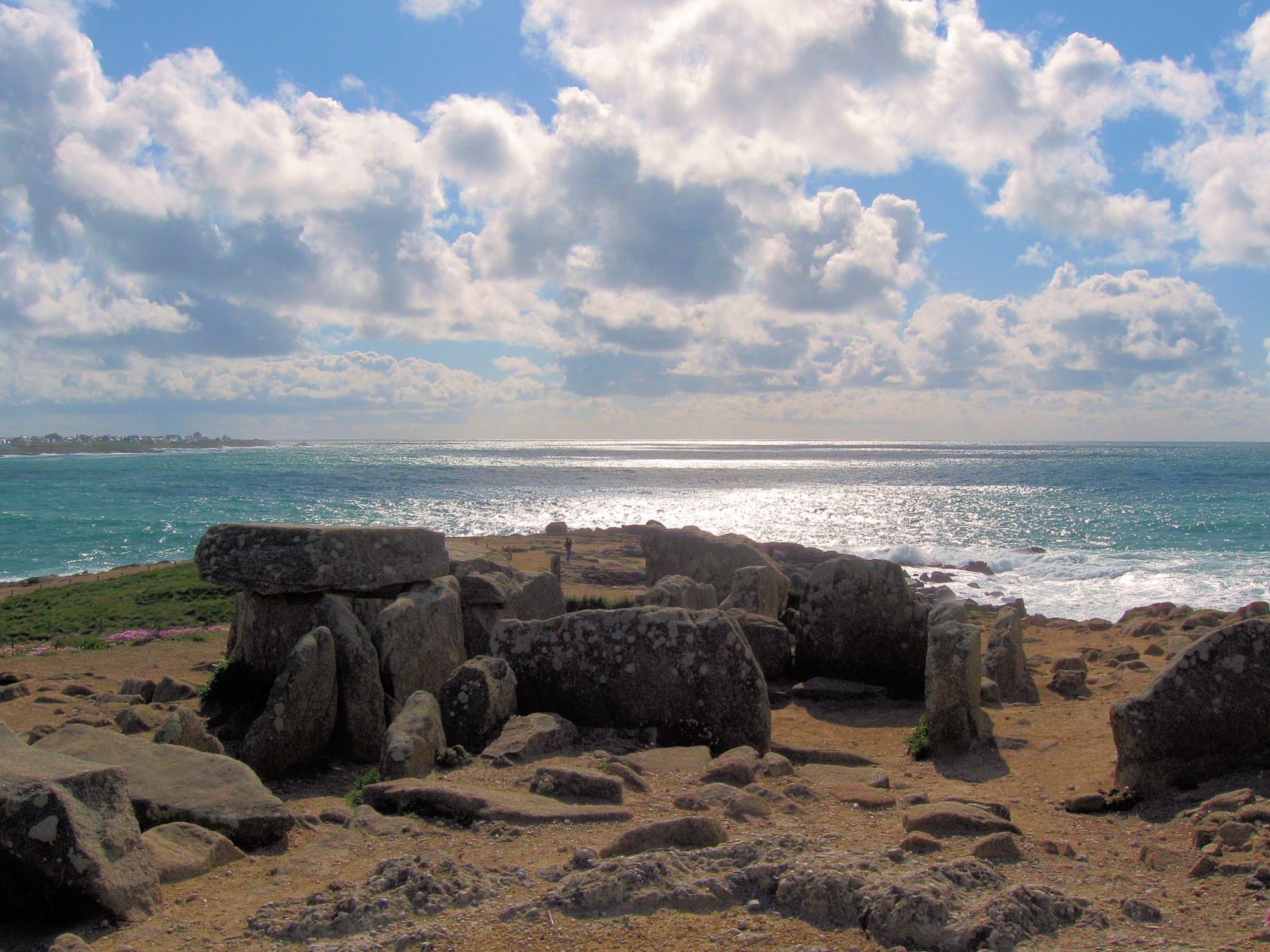
トルシュ岬

Plomeurとは、教区を意味するplo、大きなことを意味するmeurを意味する。
コミューンは、1675年の印紙税一揆に関係したことが知られている。
1676年9月20日、トレウルトレの教区司祭アラン・ル・フォーシューと彼の同僚はサン・カムの泉へ行った。泉はロクテュディ教区内、ランググ集落にあった（現在はプロムールの領域内である）。ル・フォーシューは、ロクテュディの司祭とカンペール司教の要請で、地元住民による泉の水が原因とする奇跡の正規調査を行うためやってきた。この泉は古い礼拝堂の中で数ヶ月前に見つかり、泉を見た全ての人が、体の痛みを感じなくなったというのである。この場所で、教区司祭たちは小さな泉を見つけ、奇跡の証拠を手に入れ、癒しに関する50の証言を記録した。
カンペール司教は調査報告を了承し、奇跡を認定し、将来のために祈りの場所を設けることにした。9月の第3土曜日（聖コスマスと聖ダミアンの聖名祝日）になると忠実に人々は泉に礼拝行進し、40日間の免罪符を示された。
1716年、プロムールの教区司祭は、ロッテルダムの船舶である、ワインとオリーブ油を積んだサン・ジャック号がトルシュ岬で難破すると、略奪に参加した。教会の明かりを絶やさないようにするためには、彼はオランダ船の積荷を手に入れる他なかったのである。彼は400リーブルの返還と、50リーブルの罰金を命じられた。
1880年4月6日のデクレにより、コミューンは新しいコミューンのギルヴィネックのため領域の一部を割譲した。

## 人口統計
| 1962年 | 1968年 | 1975年 | 1982年 | 1990年 | 1999年 | 2006年 | 2010年 |
| ------ | ------ | ------ | ------ | ------ | ------ | ------ | ------ |
| 1903   | 1916   | 2263   | 2852   | 3272   | 3203   | 3420   | 3689   |

参照元:1999年までEHESS、2000年以降INSEE

## ブルトン語
2007年の新学期、プロムールの児童のうち28.9%が二言語教育の小学校に在籍していた。